# Dalechampia micrantha
Dalechampia micrantha är en törelväxtart som beskrevs av Eduard Friedrich Poeppig. Dalechampia micrantha ingår i släktet Dalechampia och familjen törelväxter. Inga underarter finns listade i Catalogue of Life.